# Julio Zamora
Julio Zamora (Rosário, 11 de março de 1966) é um treinador ex-futebolista profissional argentino que atuava como atacante.

## Carreira
Julio Zamora se profissionalizou no Newell's Old Boys.

## Seleção
Julio Zamora integrou a Seleção Argentina de Futebol na Copa América de 1993.

## Títulos

### Clubes
Newell's Old Boys
- Primera División Argentina: 1990–91, Clausura 1992

Cruz Azul
- Copa Mexico: 1996
- CONCACAF Champions' Cup: 1996

### Internacional
Argentina
- Copa América: 1993